# Liste der Monuments historiques in Rigny-la-Nonneuse
Die Liste der Monuments historiques in Rigny-la-Nonneuse führt die Monuments historiques in der französischen Gemeinde Rigny-la-Nonneuse auf.

## Liste der Objekte
| Bezeichnung                 | Beschreibung                                | Standort                        | Kennzeichnung | Schutzstatus | Datum | Bild |
| --------------------------- | ------------------------------------------- | ------------------------------- | ------------- | ------------ | ----- | ---- |
| Retabel                     | Eichenholz, farbig gefasst, 16. Jahrhundert | in der Kirche St-Nicolas (Lage) | PM10001773    | Classé       | 1908  |      |
| Skulptur Heiliger Sebastian | Kalkstein, farbig gefasst, 16. Jahrhundert  | in der Kirche St-Nicolas (Lage) | PM10001772    | Classé       | 1908  |      |